# 高麗安宗
王郁（韓語：왕욱，？—996年7月24日），高麗國宗室，為顯宗王詢的生父，廟號安宗（안종）。
王郁是高麗太祖王建第十三子，母為神成王太后金氏（另有一說大良院夫人李氏），也是惠宗、定宗、光宗、戴宗王旭（成宗父親）的同父異母弟弟，顯宗王詢的生父。

## 生平
根據《高麗史》記載，王郁的府邸位於王輪寺之南，他「工文辭，又精於地理」。景宗死後，王郁與景宗的第4妃皇甫氏（獻貞王后）私通，並使其懷孕。事發後，成宗說：「叔犯大義，故流之，愼勿焦心。」派內侍謁者高玄將其流放至泗水縣。皇甫氏為王郁誕下了顯宗王詢後，不久就過世了，成宗派人選擇傅姆養育王詢。王詢年至二歲，傅姆常常教他叫「爺」。一日，成宗召見年幼的王詢時，王詢仰視成宗，呼之曰「爺」，成宗流著眼淚說：「此兒深慕父也。」於是將王詢送往了泗水縣，歸還給了王郁。
王郁秘密留給王詢黃金一囊，說：「我死，以金贈術師，令葬我縣城隍堂南歸龍洞，必伏埋。」成宗十五年（996年），王郁卒於貶所。王詢依照其言將行埋葬，請伏埋術師。術師說：「何大忙乎？」第二年二月，王詢回到了開京即位，是為高麗顯宗。追崇生父王郁，諡為孝穆大王，廟號安宗；八年四月，移葬乾陵；五月，加號憲景；十二年，改孝穆爲孝懿；十八年，加聖德，後稱武陵。

## 家庭

### 父母
- 父：高麗太祖王建
- 母：神成王太后金氏

### 子女
- 高麗顯宗 王詢
- 成穆長公主[2][3]（母不詳）

### 其他
- 外祖父：金億廉
- 情人：孝肅王太后（獻貞王后）皇甫氏

## 影視形象
| 演員   | 年代   | 電視台 | 劇名                   | 備註                                     |
| ------ | ------ | ------ | ---------------------- | ---------------------------------------- |
| 김호진 | 2009年 | KBS    | 千秋太后               |                                          |
| 南柱赫 | 2016年 | SBS    | 月之戀人－步步驚心：麗 | 該劇中其化名為「伯牙」（백아），非史實。 |

## 附註
1. ↑  《高麗史節要》·卷1·太祖神聖大王「……金寬毅任景肅閔漬三家之書, 皆以爲大良院夫人李氏太尉正言之女也, 生安王, 未知何據也。」
2. ↑  玄化寺碑銘記載成穆長公主為顯宗的姊姊。
3. ↑  然而文中記載宋淳化四年（993年）三月十九日，孝肅王太后於寶華宮病逝，與高麗史不符。